# Glycymeris
Genre
Glycymeris est un genre de mollusques bivalves de la famille des Glycymerididae dont les espèces sont connues sous le nom vernaculaire d'« amandes ». C'est un taxodonte apparu durant le Crétacé.

## Liste partielle d'espèces
- Glycymeris americana (Defrance, 1829)
- Glycymeris corteziana (Dall, 1916)
- Glycymeris decussata (Linnaeus, 1758)
- Glycymeris glycymeris (Linnaeus, 1758) ou Amande de mer
- Glycymeris keenae (Willett, 1944)
- Glycymeris nummaria  (Linnaeus, 1758)[2]
- Glycymeris pectinata (Gmelin, 1791)
- Glycymeris septentrionalis (Middendorff, 1849)
- Glycymeris spectralis (Nicol, 1952)
- Glycymeris subobsoleta (Carpenter, 1864)
- Glycymeris subtilis (Nicol, 1956)
- Glycymeris undata (Linnaeus, 1758)